# 波蘭電視台資訊頻道
波蘭電視台資訊頻道（波蘭語：TVP Info）是波蘭電視台一條於2007年開播的電視頻道，主要播放各類新聞和時事節目。這條頻道的播放時間為每日早上六時至淩晨十二時，並自2015年起逐漸加強其親政府立場。